# Country Sisters
Country Sisters è un girl group rock-country composto da sei elementi con base a Jablonec nad Nisou (Jablonka), nella Repubblica Ceca. È attivo con questo nome dal 1989 anche se la sua storia inizia dieci anni prima con il gruppo che ne avrebbe costituito l'ossatura futura, chiamato - in lingua ceca - Jizerská Protěž (traducibile in Jizera Mountain Edelweiss).

## Storia
Il gruppo si esibisce in tournée in diversi paesi dell'Europa centrale ed è particolarmente conosciuto ed apprezzato in Francia, Svizzera, in Germania e nei paesi scandinavi. Ha tenuto concerti anche in Australia e in Canada.
Il repertorio è costituito prevalentemente da cover di standard del rock and roll e della country music (oltre un centinaio, inclusi brani cajun appartenenti alla tradizione della Louisiana e del Canada francese). Gli strumenti utilizzati sono quelli classici della musica country ed includono quindi oltre alla classica sezione ritmica data da batteria, basso elettrico, chitarra elettrica, anche pianoforte e tastiere, violino e accordéon.
Nel 2003 il periodico Country Circle Magazine le ha assegnato il riconoscimento del Country Live Act 2003, l'esibizione live del genere country per il 2003.
Le Country Sisters hanno partecipato anche al Tamworth Country Music Australia Festival, festival musicale che si tiene in Australia contestuale a quello organizzato dalla Grand Ole Opry di Nashville (Tennessee).

## Formazione
Dalla sua fondazione, nella formazione si sono alternate trentacinque musiciste, fra cui nove cantanti, quattro violiniste, quattro bassiste, cinque pianiste, cinque chitarriste. Un loro brano - Allelujah - è stato eseguito in una circostanza commemorativa da tutte le componenti del gruppo del passato e del presente.
Al 2010 il gruppo - la cui tag line è Country music from the heart of Europe (La musica country dal cuore dell'Europa) - era composto da: 
- Sonia (bandleader, banjo, chitarra elettrica, steel guitar, basso elettrico; nativa di Liberec, è componente fissa del gruppo fin dalla sua fondazione)
- Andrea (voce, tastiere, nativa di České Budějovice è entrata nel gruppo dal 2009)
- Linda (violino, nel gruppo dal 2004)
- Lucka, detta Lucy (chitarra elettrica, voce, nel gruppo dal 2003)
- Klara (chitarra ritmica, voce, anch'essa originaria di České Budějovice - nel cui conservatorio musicale ha compiuto gli studi - fa parte del gruppo dal 2006)
- Alena (tastiere, chitarra, nel gruppo dal 2006)

## Discografia
- White Line (1989)
- All The Gold In California (1991)
- Live In Zurich (1993)
- Heart Of The Matter (1995)
- One More Time (1997)
- Country Sisters Live (1999)
- You Can Make Me Happy (2002)
- The Best Of (2004)
- Canada Tour (2006)
- Dare To Go Bare (2007)
- Hot Ride (2010)